# Pianisten (film fra 2002)
 For alternative betydninger, se Pianisten. (Se også artikler, som begynder med Pianisten)
Pianisten (en: The Pianist) er en biografisk krigsdramafilm fra 2002 produceret og instrueret af Roman Polanski efter manuskript af Ronald Harwood og med Adrien Brody i hovedrollen. Filmen er baseret på den selvbiografiske bog The Pianist fra  1946, en Holocaust-memoir af den polsk-jødiske pianist, komponist og Holocaust-overlevende Władysław Szpilman. Filmen var en co-produktion af Frankrig, Storbritannien, Tyskland og Polen.
Pianisten havde premiere på filmfestivalen i Cannes i 2002 den 24. maj 2002, hvor den vandt Guldpalmen. Filmen modtog udbredt kritikerros, hvor kritikere roste Polanskis instruktion, Brodys præstation og Harwoods manuskript. Ved den 75. Oscar-uddeling vandt filmen for bedste instruktør (Polanski), bedste filmatisering (Harwood) og bedste mandlige hovedrolle (Brody), og blev nomineret til fire andre, inklusive bedste film (den blev slået af Chicago). Den modtog også BAFTA-prisen for bedste film og BAFTA-prisen for bedste instruktion i 2003, og syv franske Césars, inklusive bedste film, bedste instruktør og bedste skuespiller for Brody. Den blev i 2016 inkluderet i BBC's "100 Greatest Films of the 21st Century".

## Plot
Polen, anden verdenskrig. Den jødiske Wladyslaw Szpilman er en talentfuld pianist, der undgår deportation. I lighed med tusindvis andre jøder bliver han tvunget til at leve under usle forhold i en ghetto midt i Warszawa. Det lykkes ham at stikke af og gemmer sig i storbyens ruiner. En tysk officer yder hjælp til den hårdt plagede Szpilman. 

## Modtagelse
Filmen modtog i 2003 tre Oscars for Bedste instruktør, Bedste mandlige hovedrolle og en oscar for Bedste filmatisering
Pianisten har også modtaget Den Gyldne Palme.